# Blepharotoma martinezi
Blepharotoma martinezi är en skalbaggsart som beskrevs av Frey 1973. Blepharotoma martinezi ingår i släktet Blepharotoma och familjen Melolonthidae. Inga underarter finns listade.